# .tj
.tj is het achtervoegsel van domeinen van websites uit Tadzjikistan.
Registratie op derde niveau is mogelijk binnen de tweede niveau domeinen. Daarbij worden de reguliere IANA extensies als tweede niveau domeinen gebruikt (vb: edu.tj, coop.tj)